# 宮內大臣 (英國)

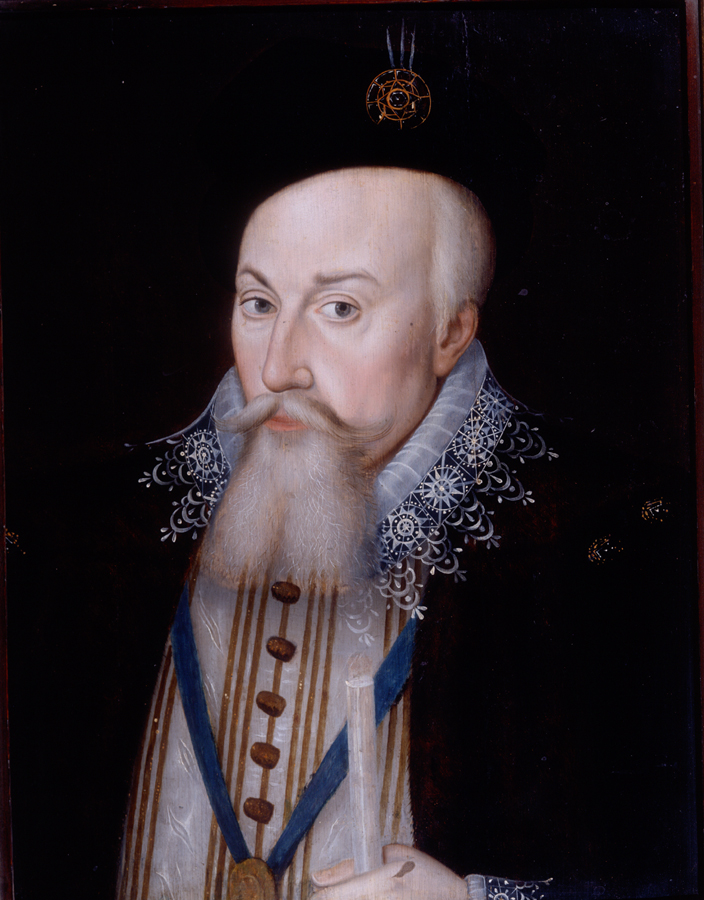
第一代萊斯特伯爵
（1587年－1588年任宮內大臣）
（留意他左手手持的白色官杖）

宮內大臣（英語：Lord Steward），又稱內廷宮內大臣（英語：Lord Steward of the Household），是英國皇家內廷其中一個首長官位，與宮務大臣（Lord Chamberlain）和掌馬官（Master of the Horse）同屬內廷重臣，但現今宮內大臣與掌馬官僅餘禮節性職責，並不實際參與打理內廷事務。
宮內大臣自中世紀開始已位列三名內府重臣之一，歷史上，宮內大臣透過主持綠布委員會（Board of Green Cloth），負責管理內廷僕役，掌管宮禁周邊的民事和刑事司法管轄權、以及內廷財務主計等事宜。事實上，其大部份職責均由內廷總管（Master of the Household）執行，自1920年代開始，宮內大臣僅名義上擔任內廷總管部（Master of the Household's Department）首長，而綠布委員會也已經隨2004年地方政府改革而廢除。宮內大臣在昔日是重要的政治人物，在1924年以前，出任宮內大臣的人士會隨政府輪替而換人。
目前的宮內大臣僅餘下一些禮節性職責，包括在白金漢宮出席國事訪問和國宴等重要禮節性場合，負責帶領賓客覲見君主。宮內大臣一般由貴族出任，執行職務時會手持白色官杖。